# Ümraniye
Ümraniye là một huyện thuộc tỉnh İstanbul, Thổ Nhĩ Kỳ. Huyện có diện tích 110 km² và dân số thời điểm năm 2007 là 897260 người, mật độ 8157 người/km².